# 프로젝트 트레블
프로젝트 트레블(Project Treble)은 파편화 문제 해결을 하기 위해서 도입된 안드로이드의 설계 방식이다. 운영 체제가 안드로이드 오레오 이상이면 무조건 들어가는 기능이다.

## 적용 기준
안드로이드 오레오 및 그 이후의 버전으로 출시되는 모든 안드로이드 기기들은 반드시 트레블을 지원하도록 규정되어 있다. 안드로이드 누가 이하의 버전으로 출시되었으나 안드로이드 오레오 이후의 버전으로 업데이트를 받는 기종들은 트레블을 지원할 의무가 없다.